# Partito Kao Klai
Il Partito Kao Klai (in thailandese พรรคก้าวไกล, Phak Kao Klai, in inglese Move Forward Party) è stato un partito politico della Thailandia fondato nel 2014 con il nome Partito Ruam Pattana Chart Thai (in thailandese พรรคร่วมพัฒนาชาติไทย). Nel gennaio 2019 cambiò nome in Partito Phung Luang (in thailandese พรรคผึ้งหลวง) e in dicembre aveva ripreso il nome originale. L'8 marzo del 2020 prese il nome Partito Kao Klai quando vi confluirono 55 deputati del dissolto Futuro Nuovo, partito progressista di cui è considerato il successore.
Kao Klai trionfò alle elezioni del 2023 ottenendo la maggioranza relativa dei voti e formò una coalizione con altri partiti pro-democrazia che raccolse 313 dei 500 deputati nella Camera bassa. Fu presentata al nuovo Parlamento a camere congiunte la candidatura a primo ministro del leader del partito Pita Limjaroenrat, e fu bocciata per il mancato appoggio dei senatori che erano stati eletti dalla giunta militare prima delle precedenti elezioni, costringendo Kao Klai all'opposizione. Nell'agosto del 2024 la Corte costituzionale thailandese ne ha ordinato la dissoluzione.
Il partito era in linea con l'ideologia e gli obiettivi di Futuro Nuovo per raggiungere una democrazia reale in opposizione al militarismo che ha caratterizzato la politica thailandese dagli anni 1930 e in particolare dopo il colpo di Stato del 2014; si proponeva di ottenere l'introduzione di una nuova costituzione, la riforma di istituzioni chiave per la politica nazionale come la monarchia, le forze armate, il Senato, la Corte costituzionale, la Commissione elettorale, la Commissione anti-corruzione ecc.

## Storia

### Premesse
La Costituzione del 1997 fu considerata la prima costituzione compiutamente democratica dopo decenni di dittature militari, e grazie ad essa il magnate delle comunicazioni Thaksin Shinawatra divenne primo ministro nel 2001 e mise in atto una politica populistica in favore delle fasce più povere della popolazione mettendosi contro gli interessi dell'élite conservatrice/militaristica/monarchica che per tradizione detiene il potere nel Paese. Thaksin vinse trionfalmente anche le elezioni del 2005 e fu costretto all'esilio dal colpo di Stato militare del 2006, ma mantenne dall'estero il controllo della politica di opposizione. Vi fu un periodo di dittatura militare e le elezioni del dicembre 2007 furono vinte da una coalizione guidata dal Partito del Potere Popolare, alleato di Thaksin, che fu dissolto un anno dopo da una sentenza della Corte Costituzionale. Il governo passò in modo discutibile e senza elezioni ai conservatori del Partito Democratico ed ebbe inizio una serie di grandi dimostrazioni che portarono alle elezioni del 2011, vinte dalla coalizione guidata dal Partito Pheu Thai con la nomina a primo ministro di Yingluck Shinawatra, sorella di Thaksin. Lo scontro tra i conservatori e i sostenitori degli Shinawatra si acuì ed ebbe fine con il colpo di Stato del 2014, a cui fecero seguito 5 anni di dittatura militare e una dura repressione delle opposizioni da parte della giunta militare del Consiglio nazionale per la pace e per l'ordine (CNPO), guidata dal comandante in capo dell'esercito Prayut Chan-o-cha.

#### Elezioni del 2019
Le nuove elezioni si tennero il 24 marzo 2019 e furono le prime dopo il colpo di Stato. Prayut, che nel frattempo era andato in pensione, si presentò alla consultazione come candidato a primo ministro per il nuovo Partito Palang Pracharath sostenuto dalla giunta militare. Secondo quanto disposto dalla Costituzione del 2017 voluta dalla giunta, Prayut poté contare sul fatto che tutti i 250 senatori sarebbero stati scelti dai militari. Grazie alle regole stabilite dal CNPO, i militari poterono inoltre scegliere i membri della Corte costituzionale e di altre organizzazioni costituzionali come la Commissione elettorale e la Commissione nazionale anti-corruzione. Tra i nuovi partiti che si opponevano ai militari vi fu il Partito del Futuro Nuovo (PNF), il cui programma era basato sulle riforme della politica, della Costituzione e delle forze armate. I membri del PNF criticarono pubblicamente la monarchia nazionale, che è protetta da una delle più severe leggi sulla lesa maestà esistenti al mondo. Offrendo un nuovo modo di fare politica rispetto al precedente bipolarismo tra conservatori e sostenitori del populista ex primo ministro Thaksin Shinawatra e con uno spregiudicato e intelligente utilizzo dei social network, il PFN raccolse grande consenso tra i giovani e tra le fasce più emarginate della società thailandese, andando incontro a una serie di procedimenti giudiziari considerati da alcuni osservatori internazionali un metodo utilizzato dallo Stato per reprimere le opposizioni.
Le elezioni furono oggetto di grandi critiche in Thailandia e all'estero sia per il modo in cui furono concepite sia per il discutibile modo in cui vennero gestite dalla Commissione elettorale. Secondo i risultati provvisori, il fronte democratico che comprendeva tra gli altri il neonato Partito del Futuro Nuovo (PFN) e il partito Pheu Thai aveva ottenuto 254 dei 500 seggi alla Camera dei deputati. Il PNF fu votato da 6 330 617 elettori (il 17,80%) e il suo leader Thanathorn Juangroongruangkit fu tra i deputati eletti, ma subito ebbe inizio una serie di guai giudiziari a carico suo e del partito. I risultati definitivi delle elezioni furono resi noti 45 giorni dopo che si erano tenute, periodo nel quale la Commissione elettorale aveva cambiato i criteri di assegnazione dei seggi sottraendone 10 alla coalizione democratica, la maggior parte dei quali al Partito del Futuro Nuovo, per assegnarli a dei partiti minori che si unirono alla coalizione filo-militare. Il Partito Palang Phacharat e i suoi alleati ottennero così una risicata maggioranza nella Camera bassa grazie alle nuove regole. Thanathorn era stato nel frattempo denunciato con l'accusa di avere detenuto delle azioni di un'azienda quando si era iscritto alle liste elettorali e il 23 maggio, il giorno prima dell'inaugurazione del nuovo Parlamento, la Corte costituzionale aprì un procedimento a suo carico decretando la sua sospensione dalla carica di deputato in attesa del verdetto. Il fronte democratico scelse Thanathorn come candidato a primo ministro nonostante fosse stato sospeso, e alla riunione del Parlamento per scegliere il nuovo esecutivo del 5 giugno ottenne 244 voti contro i 500 di Prayut, che venne quindi confermato primo ministro. Gli fu concesso di presenziare alla cerimonia inaugurale e prestare il giuramento di rito prima di essere espulso.

### Scioglimento del Partito del Futuro Nuovo e formazione del Partito Kao Klai

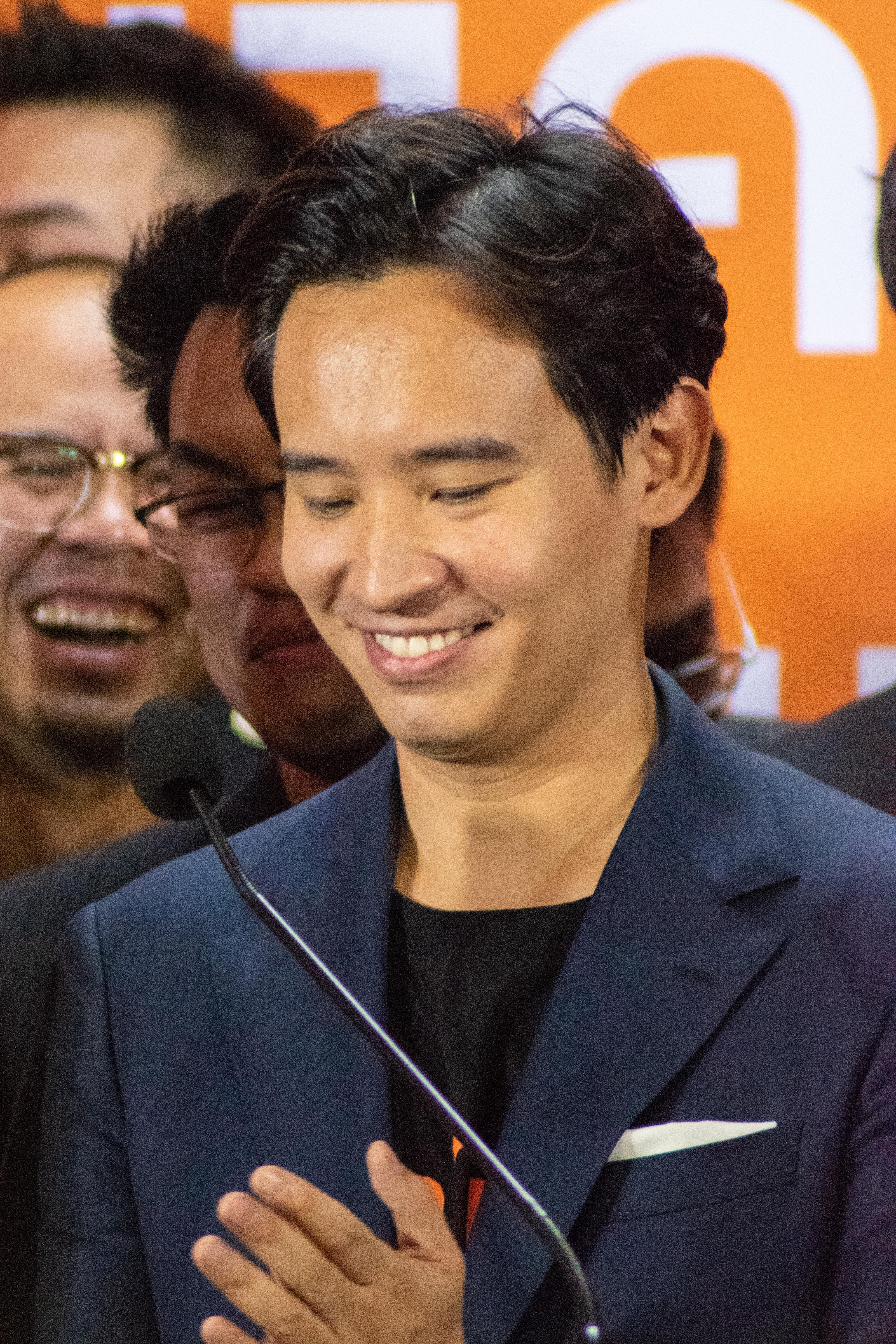
Pita Limjaroenrat, primo leader del partito

Anche dopo le elezioni il PFN e il suo leader Thanatorn furono bersaglio di nuovi attacchi della magistratura, furono 19 le denunce ricevute dal partito prima di essere disciolto. Il 20 novembre 2019, la Corte costituzionale riconobbe Thanathorn colpevole di aver violato la legge elettorale, motivo per cui era stata sospesa la sua carica di deputato, e lo privò definitivamente di tale carica. Nel gennaio 2020 fu denunciato con altre 7 persone per aver organizzato il mese prima una manifestazione di protesta anti-governativa a cui parteciparono migliaia di dimostranti, violando la legge che proibiva gli assembramenti. Fu inoltre accusato dai militari di incitare disordini e di voler rovesciare la monarchia. Qualche giorno dopo la Corte costituzionale riconobbe che non vi erano elementi per condannare il partito di voler sovvertire il regime di monarchia costituzionale. La stessa Corte costituzionale aveva accolto un'altra richiesta della Commissione elettorale e dispose la dissoluzione del partito il 21 febbraio 2020, riconoscendolo colpevole di aver ottenuto un finanziamento illecito mediante donazioni durante la campagna elettorale. In occasione delle elezioni del 2019, Thanathorn aveva prestato personalmente al partito 191,2 milioni di baht e a propria difesa sostenne che il partito aveva già cominciato a rifondergli i soldi prestati, ma la corte stabilì che il finanziamento andava invece considerato una donazione e che era illegale, in quanto la legge elettorale prevedeva un tetto massimo di 10 milioni di baht all'anno per una singola donazione privata. Con questa sentenza Thanathorn e altri 15 membri di Futuro Nuovo furono banditi da ogni attività politica per 10 anni e furono confiscati al partito 181,3 milioni di baht. La sentenza fu resa nota 3 giorni prima del previsto dibattito parlamentare sulla mozione di sfiducia presentata dalle opposizioni contro il governo filo-militare. Secondo un portavoce dell'organizzazione per la difesa dei diritti umani Human Rights Watch, la sentenza ha rappresentato un grave passo indietro degli sforzi di restaurare la democrazia dopo la dittatura militare, indebolendo l'opposizione a beneficio dei militari al potere e cancellando ingiustamente i voti di oltre 6 milioni di thailandesi.
Già prima della sentenza, Thanathorn dichiarò che in caso di dissoluzione del partito avrebbe continuato con i suoi sostenitori il percorso politico fondando un nuovo partito o un movimento sociale che avrebbe agito al di fuori del parlamento. L'8 marzo 2020, 55 dei 56 deputati rimasti annunciarono la loro adesione al nuovo Partito Kao Klai con l'impegno di proseguire sulla strada tracciata da Futuro Nuovo.  Tra gli obiettivi del partito, favorire il decentramento di funzioni e responsabilità delle funzioni pubbliche dal governo centrale a organi periferici, porre fine al monopolio dell'economia e favorire l'accesso del popolo a capitali, risorse e benessere. Pita Limjaroenrat, leader di quello che era rimasto del partito, fu posto a capo della nuova formazione politica e dichiarò che i suoi membri avrebbero condiviso l'ideologia di Thanatorn dal quale sarebbero però rimasti indipendenti, portando avanti le proprie idee. Aggiunse che per non correre rischi il nuovo partito avrebbe contato solo su piccole donazioni e sul merchandising. Tra i deputati del PNF, oltre a Thanatorn e altri 11 banditi dall'attività politica, non confluirono nel Partito Kao Klai 9 deputati che entrarono nel Partito Bhumjaithai e 1 che entrò nel Partito Chartthaipattana. Fu scelto un logo con lo stesso colore e la forma simile a quello del PNF. Di fatto, i deputati e i sostenitori del PNF confluirono nel piccolo Partito Ruam Pattana Chart Thai fondato nel 2014, ribattezzato Pungluang per alcuni mesi in occasione delle elezioni del 2019 prima di riprendere il nome originale, scegliendo quindi il nome Movimento Progressista per la nuova compagine. Parallelamente Thanathorn diede vita pochi giorni dopo al Movimento progressista, nato con l'impegno a livello sociale di ottenere nuove riforme e modificare la costituzione.

### Appoggio alle proteste popolari del 2020-2021
Lo scioglimento del PNF fu la scintilla che scatenò la reazione popolare soprattutto tra i giovani; il giorno dopo lo scioglimento del partito centinaia di dimostranti si riunirono per contestare la sentenza e fu l'inizio di una lunga serie di manifestazioni anti-governative, le più grandi dal colpo di Stato del 2014. In realtà le dimostrazioni di febbraio furono ben presto interrotte in virtù del decreto che proibì gli affollamenti per combattere la pandemia di COVID-19, ma ripresero con forza a luglio. Le principali richieste dei dimostranti furono lo scioglimento del Parlamento, la fine delle intimidazioni delle forze dell'ordine contro le opposizioni, profonde modifiche alla Costituzione e una radicale riforma della monarchia che prevedeva pesanti tagli ai privilegi del re, un evento senza precedenti nella storia del Paese. I dimostranti espressero inoltre la convinzione che il connubio tra le forze armate e la monarchia fosse un ostacolo da abbattere per avere una democrazia reale.
Il primo periodo di vita del partito fu dunque caratterizzato da queste grande manifestazioni, il Partito Kao Klai appoggiò le proteste dei dimostranti, insieme ai quali compilò una mozione con le richieste espresse dal movimento e la presentò al Parlamento per essere discussa, ma la proposta fu bocciata dalla Camera. Tra le richieste riguardanti la monarchia vi fu quella di abrogare la legge sulla lesa maestà, che da alcuni anni non veniva applicata su richiesta del sovrano stesso, ma che era stata ripristinata con denunce contro i leader delle proteste con l'accusa che volessero rovesciare la monarchia. Le proposte del partito per risolvere il conflitto tra il governo e i dimostranti comprendevano la revoca dello stato di emergenza proclamato dal governo, il rilascio dei dimostranti arrestati, le dimissioni di Prayut, l'elezione di un nuovo primo ministro da parte dei deputati della Camera senza interferenze del Senato, una nuova costituzione compilata da un comitato scelto dal popolo ecc. Parlamentari del Partito Kao Klai accusarono il primo ministro Prayut di utilizzare la monarchia per restare al potere.
Kao Klai condivise molte iniziative dei dimostranti ma mantenne un certo distacco, mentre questi ultimi svilupparono una propria linea politica indipendente. Diversi parlamentari del partito usarono i propri poteri per fare uscire dalla detenzione i leader delle proteste pagando la cauzione e in generale proteggendo il movimento. Sulla riforma della costituzione, Kao Klai entrò in conflitto con gli alleati del Partito Pheu Thai, i quali promisero di non introdurre alcuna modifica agli articoli riguardanti la monarchia e le prerogative del re, mentre Kao Klai sostenne che non ci doveva essere alcun preconcetto nello stilare la nuova costituzione e che la riforma della monarchia era una scelta fondamentale per rafforzare l'istituzione e tenerla al passo con l'evoluzione della democrazia in Thailandia.

### Elezioni amministrative del 2020
Alle elezioni amministrative del 20 dicembre 2020, nelle quali furono elette le amministrazioni delle 76 province della Thailandia, dei distretti e dei sottodistretti, il Partito Kao Klai non si presentò e al suo posto si presentarono i candidati del Movimento Progressista di Thanathorn Juangroongruangkit. Si pensava che la grande partecipazione popolare alle proteste avrebbe contribuito a un ulteriore successo dei rappresentanti del disciolto Partito del Futuro Nuovo, ma il Movimento non riuscì a ottenere il posto di governatore in nessuna provincia. Ottenne comunque un aumento dal 16,2% delle elezioni parlamentari del 2019 al 17%. Il Movimento presentò un candidato a governatore solo in 42 delle 76 province, aggiudicandosi un totale di 57 seggi nei consigli provinciali, e candidati negli enti locali minori in 52 province. Thanatorn e il Movimento rischiarono di essere indagati perché si presentarono alle elezioni pur non essendo un partito politico. Tra le ragioni del parziale insuccesso, vi fu la scarsa affluenza elettorale, la tradizione con cui le elezioni nelle province thailandesi sono dominate da potenti personaggi locali che promettono favori all'elettorato e che, in queste elezioni, erano legati al governo filo-militare o al Partito Phue Thai. Fu anche ipotizzato che le radicali richieste dei dimostranti riguardanti le riforme della monarchia non fossero ancora state recepite dalla maggior parte del tradizionalista popolo thailandese, soprattutto in quel momento in cui l'economia era allo sbando per la pandemia di COVID-19 e molti thailandesi scoraggiati non se la sentivano di lottare contro le istituzioni.

### Trionfo alle elezioni generali del 2023 ed esclusione dal governo per volere dei senatori eletti dalla giunta militare nel 2019
Kao Klai fu il partito che appoggiò maggiormente le proteste studentesche del 2020-2021 e nella campagna per le elezioni del maggio 2023 riprese le richieste dei dimostranti, come la riforma della Costituzione per limitare il potere dei militari, abolire l'obbligo del servizio militare e soprattutto modificare la legge sulla lesa maestà, utilizzata dal regime per porre fine alle proteste. Molti dei manifestanti aderirono al partito, furono attivi in campagna elettorale e alcuni si candidarono per un seggio in Parlamento. Con il proprio programma di riforme, Kao Klai si propose inoltre come nuova alternativa al duopolio tra il populismo di Pheu Thai e l'autoritarismo dei partiti militari, raccogliendo consensi in tutte le fasce di età.
Il 15 maggio, la Commissione elettorale rese pubblico il risultato preliminare delle elezioni, nel quale emerse la netta affermazione dei due partiti del fronte democratico Kao Klai (con 152 seggi) e Pheu Thai (141 seggi), che insieme raccoglievano 293 dei 500 seggi della Camera. Quello stesso giorno, Pita concordò un'alleanza con Pheu Thai e altri quattro partiti minori, nei giorni successivi si aggiunsero altri due partiti minori con cui il fronte democratico sarebbe arrivato a 313 seggi e in seguito fu annunciato che Pita sarebbe stato il candidato a primo ministro della coalizione. Per la scelta del primo ministro era però necessario disporre di almeno 376 voti, 1 voto in più della metà del totale tra i 500 deputati e i 250 senatori; i senatori erano quelli scelti dai militari prima delle elezioni del 2019, risultava quindi ancora un'incognita quale coalizione avrebbe eletto il primo ministro. Si sarebbe comunque dovuto aspettare diverse settimane l'annuncio dei risultati definitivi.
L'esito elettorale fu definito dagli osservatori un terremoto e rappresentò il ripudio da parte del popolo thailandese di 9 anni di dominio dei militari e dei partiti a loro associati Palang Pracharath e il nuovo Ruam Thai Sang Chart, che insieme raccolsero solo 76 seggi contro i 116 di Palang Pracharath nel 2019. Il consenso accordato alla radicale politica di cambiamento proposta da Kao Klai andò oltre ogni aspettativa; il partito superò anche il Pheu Thai di Paetongtarn Shinawatra, che era in testa nei sondaggi pre-elettorali. I partiti legati alla famiglia Shinawatra avevano largamente vinto tutte le elezioni che si erano tenute dal 2001 in poi. Particolare scalpore fecero i risultati di Bangkok, dove Kao Klai si assicurò 32 delle 33 circoscrizioni e l'ultima fu appannaggio di Pheu Thai. Un record senza precedenti del 74,28% degli aventi diritto votò nella capitale, e il 48,25% dei votanti diede la sua preferenza a Kao Klai, che ottenne così in città anche il numero più alto di voti per la lista dei partiti.
La società civile iniziò a esercitare pressione sui senatori per convincerli a votare per Pita e, a tutto il 19 maggio, furono almeno 14 i senatori che si dichiararono disposti a votarlo, mentre alcuni altri fecero sapere che non l'avrebbero votato. Dopo la sostanziale conferma dei risultati preliminari, la prima seduta congiunta di Camera e Senato per scegliere il primo ministro si tenne il 13 luglio, fu messa ai voti la candidatura di Pita e si concluse con 324 voti favorevoli, contro i 375 necessari per essere eletto, e fu decisivo il mancato appoggio dei senatori. Il successivo mercoledì 19 non si tenne la programmata seconda votazione per la candidatura di Pita dopo che i suoi oppositori fecero approvare una mozione con la quale fu stabilito che non era possibile presentarsi due volte come candidato primo ministro; nel corso del dibattito giunse inoltre la notizia che la Corte costituzionale aveva temporaneamente sospeso la sua carica di parlamentare con l'accusa di essere stato azionista di un'emittente televisiva quando era stato eletto deputato nel 2019.
Contro il veto del Parlamento per la seconda votazione sulla candidatura di Pita – ritenuto anti-costituzionale – numerosi reclami furono presentati all'Ombudsman, che inoltrò le richieste alla Corte costituzionale. In attesa della decisione della Corte, il Parlamento rinviò la programmata votazione di un nuovo candidato a primo ministro. Il 16 agosto fu annunciato che la Corte costituzionale aveva respinto il reclamo contro il veto alla candidatura di Pita in quanto lo stesso Pita non era tra i firmatari della petizione.
Gli ostacoli posti dai senatori e dagli altri parlamentari conservatori nella votazione di Pita, avevano nel frattempo indotto Pheu Thai ad annunciare che avrebbe formato una nuova alleanza senza Kao Klai, adducendo come motivo l'impossibilità di raggiungere una maggioranza vista l'intransigenza di Kao Klai nel voler modificare la legge sulla lesa maestà, considerata intoccabile dalla maggior parte dei parlamentari. Pheu Thai fece sapere che il candidato primo ministro nella successiva votazione sarebbe stato il magnate del settore immobiliare Srettha Thavisin, affacciatosi per la prima volta in queste elezioni sulla scena politica ed eletto deputato nelle sue file.

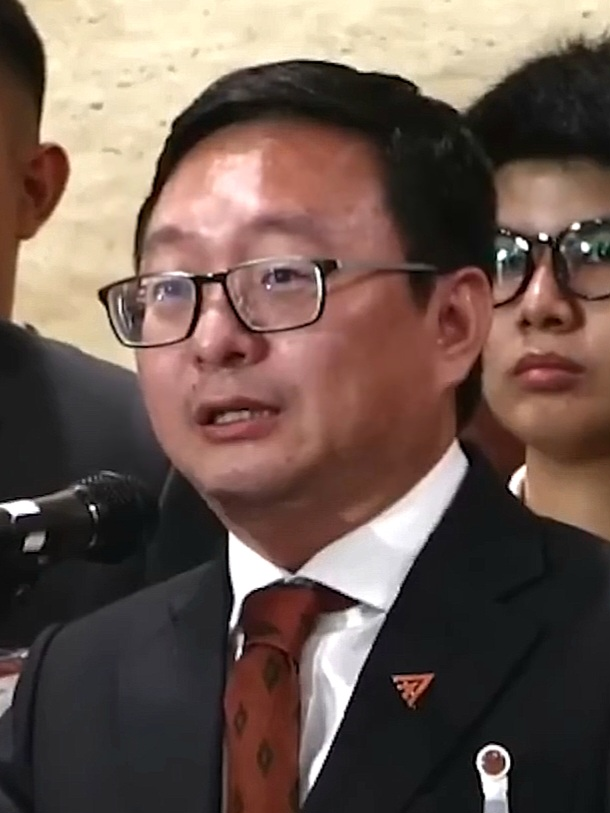
Chaitawat Tulathon, capo del partito dal settembre 2023

Alla nuova coalizione di Pheu Thai si aggiunsero 10 partiti tra cui Bhumjaithai e, per ultimi, Palang Pracharath e Ruam Thai Sang Chart, i partiti associati ai militari. Questa svolta sollevò le aspre critiche di molti sostenitori di Pheu Thai – i cui dirigenti avevano promesso prima delle elezioni che non avrebbero stretto alleanza con i partiti dei militari – oltre a quelle dei sostenitori di Kao Klai. La coalizione con il tradizionale nemico Pheu Thai, fu vista come un tentativo delle élite conservatrici di arginare l'emergere dei progressisti di Kao Klai, costringendoli all'opposizione. Il 22 agosto, la maggioranza del Parlamento riunito votò in favore della candidatura di Srettha Thavisin, che divenne così primo ministro.

### Nuovamente all'opposizione
La sospensione dalla carica di deputato e gli altri ostacoli posti dai conservatori per la sua nomina a primo ministro, portarono Pita a rinunciare in settembre alla carica di capo del partito; rimase in veste di consulente e di responsabile per le attività da svolgere fuori dal Parlamento. Al suo posto fu nominato Chaithawat Tulathon, ex redattore di riviste politiche. Una delle prime iniziative del partito durante la nuova legislatura fu la richiesta di un'amnistia per gli attivisti e i dimostranti incriminati per ragioni politiche negli ultimi 20 anni. Il 24 gennaio 2024, la Corte costituzionale prosciolse Pita Limjaroenrat dall'accusa di possedere azioni di un'emittente televisiva durante le elezioni del 2019, in quanto l'emittente era chiusa e Pita non aveva avuto alcun ruolo operativo nella stessa; gli fu quindi restituita la carica di deputato..

### Scioglimento di Kao Klai
Il successivo 31 gennaio, la Corte costituzionale ordinò a Kao Klai di porre fine alla campagna per modificare la legge di lesa maestà, sostenendo che rappresentava un tentativo di rovesciare la monarchia costituzionale. Fu vietato al partito ogni atto, discorso, scrittura e qualsiasi altra forma di comunicazione che tendesse a modificare la legge. Secondo la CNN, gli osservatori giudicarono la sentenza un grave colpo per il movimento che appoggiava Kao Klai e un passaggio chiave per la dissoluzione del partito, per nuove azioni legali contro i suoi membri e contro gli attivisti dell'opposizione e per rendere impossibile a qualsiasi partito la possibilità di modificare la legge. Un professore della Facoltà di Legge dell'Università Thammasat affermò che con questa decisione della Corte la severa legge thailandese contro la lesa maestà diventava intoccabile.
Citando le sentenza e l'articolo 92 della legge sui partiti politici (secondo il quale la Commissione elettorale deve proporre alla Corte costituzionale lo scioglimento di qualsiasi partito ritenuto ostile alla monarchia), una petizione alla Commissione elettorale per inoltrare una formale richiesta di scioglimento di Kao Klai alla Corte costituzionale fu presentata da un membro del Partito Palang Pracharath, che aveva già presentato analoghe petizioni per lo scioglimento di Kao Klai e per l'incriminazione di Pita in merito al suo possesso di azioni dell'emittente televisiva nel 2019. Fu prospettata l'ipotesi che l'eventuale dissoluzione del partito avrebbe deteriorato la stabilità politica e sociale in Thailandia. Membri di Kao Klai fecero sapere che il movimento nato per modificare la legge avrebbe continuato anche con l'eventuale dissoluzione del partito e che con la sentenza del tribunale la monarchia rischiava di diventare una causa maggiore di conflitto nella politica nazionale. Pita affermò che danneggiare la monarchia non era mai stato nei piani del partito.
Nel marzo 2024, basandosi sulla sentenza del 31 gennaio, la Commissione elettorale approvò una risoluzione per presentare la richiesta di scioglimento di Kao Klai alla Corte costituzionale. Il 7 agosto 2024, la Corte costituzionale ordinò lo scioglimento del partito per avere rischiato di minare il sistema democratico con la campagna per modificare la legge di lesa maestà. Dispose inoltre il divieto all'attività politica per 10 anni per 11 membri dell'esecutivo, mentre agli altri parlamentari di Kao Klai fu concesso di mantenere la carica, ma con l'obbligo di trovare un nuovo partito entro 60 giorni. Il verdetto sollevò pesanti critiche e interrogativi sul futuro della Thailandia sotto il profilo sociale e politico. Tra le più importanti istituzioni e personalità che espressero preoccupazioni sulle condizioni del Paese vi furono l'Unione europea, il Dipartimento di Stato degli Stati Uniti d'America e l'Alto commissario delle Nazioni Unite per i diritti umani Volker Türk. La situazione peggiorò ulteriormente quando la settimana successiva il primo ministro Srettha Thavisin del Partito Pheu Thai fu destituito con una ulteriore sentenza della Corte costituzionale.

### Rifondazione di Kao Klai con il nome Partito del Popolo
Il 9 agosto, i membri del disciolto Partito Kao Klai fondarono il nuovo Partito del Popolo (in thailandese พรรคประชาชน, Phak Prachachon), che secondo il suo nuovo leader Natthaphong Ruengpanyawut avrebbe mantenuto il vecchio programma. La nuova formazione portò con sé i problemi giudiziari di Kao Klai, con 44 dei suoi membri posti sotto indagine per la loro condotta dalla Commissione nazionale anti-corruzione, avendo militato in un partito che aveva appoggiato il disegno di legge per la riforma dei regolamenti sulla lesa maestà.